# Орино
Орино (итал. Orino) је насеље у Италији у округу Варезе, региону Ломбардија.
Према процени из 2011. у насељу је живело 734 становника. Насеље се налази на надморској висини од 447 м.

## Становништво
Према резултатима пописа становништва 2011. у општини је живело 840 становника.
| 1931. | 1936. | 1951. | 1961. | 1971. | 1981. | 1991. | 2001. | 2011. |
| ----- | ----- | ----- | ----- | ----- | ----- | ----- | ----- | ----- |
| 469   | 434   | 436   | 453   | 546   | 600   | 664   | 779   | 840   |